# ジローニコ
ジローニコ（イタリア語: Gironico）は、イタリア共和国ロンバルディア州コモ県コルヴェルデにある分離集落（フラツィオーネ）。
かつては基礎自治体（コムーネ）であったが、2014年2月4日にドレッツォ、パレと合併し新自治体が発足した。

## 地理

### 位置・広がり
コモ県南西部に所在する。県都コモから西へ7kmの距離にある。
独立したコムーネであった時期には、以下のコムーネと隣接していた。
- カヴァッラスカ
- ルラーテ・カッチーヴィオ
- モンターノ・ルチーノ
- オルジャーテ・コマスコ
- パレ
- ヴィッラ・グアルディア